# Eisensteinovo číslo

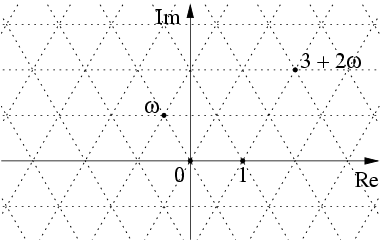
Trojúhelníková mříž Eisensteinových celých čísel v komplexní rovině

V matematice se jako Eisensteinova čísla, pojmenovaná po Ferdinandu Eisensteinovi, označují komplexní čísla tvaru
{\displaystyle z=a+b\omega \,\!}
kde a a b jsou celá čísla a
{\displaystyle \omega ={\frac {1}{2}}(-1+i{\sqrt {3}})=e^{2\pi i/3}}
je (komplexní) třetí odmocnina z jedné. Podobně jako Gaussova čísla tvoří čtvercovou mříž, tvoří Eisensteinova čísla trojúhelníkovou mříž. Jedná se o okruh celistvých čísel číselného tělesa {\displaystyle \mathbb {Q} \left(\mathrm {i} {\sqrt {3}}\right)}.

## Dělitelnost
Na Eisensteinových číslech lze zavést dělitelnost stejně jako na celých číslech: {\displaystyle x} dělí {\displaystyle y} právě tehdy, existuje-li Eisensteinovo číslo {\displaystyle z} splňující {\displaystyle y=zx}. To umožňuje převést z celých čísel i koncept prvočíselnosti, a mluvit o Eisensteinových prvočíslech. Mezi Eisensteinovými čísly je celkem šest jednotek {±1, ±ω, ±ω2}, za Eisensteinova prvočíslo je tedy považováno každé takové Eisensteinovo číslo {\displaystyle z}, které lze dělit pouze jednotkami a prvky {\displaystyle uz}, kde {\displaystyle u} je nějaká z jednotek.
Eisensteinova čísla tvoří komutativní okruh. Ten je dokonce eukleidovský, za eukleidovskou funkci je možno zvolit
{\displaystyle N(a+b\,\omega )=a^{2}-ab+b^{2}.\,\!}